# Donatus Ogun
Donatus Aihmiosion Ogun OSA (ur. 12 października 1966 w Sapele) – nigeryjski duchowny katolicki, biskup Uromi od 2015.

## Życiorys

### Prezbiterat
Święcenia kapłańskie przyjął 31 lipca 1993 w zakonie augustianów. Pracował głównie jako ekonom kilku augustiańskich klasztorów. Był także m.in. opiekunem studiujących zakonników oraz dyrektorem instytutu teologicznego w Makurdi.

### Episkopat
6 listopada 2014 papież Franciszek biskupem ordynariuszem Uromi. Sakry biskupiej udzielił mu 31 stycznia 2015 metropolita Benin City - arcybiskup John Onaiyekan.